# Kaaskorst
Een kaaskorst is een beschermende korst om een kaas.

## Functie
Een kaaskorst beschermt een kaas tegen uitdroging, vervorming en aantasting door schimmel en ongedierte. Ook zorgt het voor het ademen en daardoor de rijping van kaas door vocht naar buiten en zuurstof naar binnen te laten. De kaaskorst maakt de consument ook duidelijk om wat voor soort kaas het gaat door bijvoorbeeld een kaasmerk. De korst draagt bij aan de smaak van een kaas.

## Materiaal
Een kaaskorst kan gemaakt zijn van een schimmel, paraffine of een kunststof polymeer. Er zijn in verschillende landen manieren gevonden om een kaaskorst te maken. In Nederland wordt kaas vaak geperst met een wrongel. In warmere Zuid-Europese landen wordt de korst vaak gemaakt door het zweten van de kaas waardoor zich er een vetlaag vormt. Een kaaskorst wordt vaak meerdere keren gewassen en geboend om te voorkomen dat er bepaalde schimmels ontstaan. Aan het eind van de rijping bij de verdere handel wordt een laag paraffine aangebracht.
Kazen zonder korst zijn roomkazen en foliegerijpte kazen.

## Eetbare korst
Afhankelijk van het type kaas is de korst eetbaar of niet.
De meeste zachte kazen hebben een eetbare korst. Enkel wanneer de korst ook zwarte schimmel bevat, snijd je ze weg.
Van witschimmelkaas en blauwschimmelkaas mag je de korst opeten.
Gewassenkorstkaas (roodbacteriekaas) heeft een korst die gevormd is door een behandeling met alcohol (wijn, bier...) of pekel. Deze korst wordt omschreven als het lekkerste stukje van de kaas. Jonge kazen hebben een zeer dunne eetbare korst. Oudere gerijpte kazen hebben een dikkere korst die meestal niet gegeten wordt.
Sommige kazen hebben een korst van zwarte as, eigenlijk een soort eetbare houtskool. Die is eetbaar, net zoals medicinale houtskool.
De korst van de meeste harde en halfharde kazen is niet eetbaar. Een uitzondering is de Passendale Classic, daarvan mag je de natuurkorst wel opeten. Van harde kazen zoals Parmezaan en Stilton is de korst gevormd op een natuurlijke manier, wel eetbaar, maar zelden lekker.